# فاطمة توبوز
فاطمة علياء توبوز وُلدت في التاسع من أكتوبر في عام 1862 في إسطنبول وتُوفيت ايضاً في إسطنبول في الثالث عشر من شهر يوليو في عام 1936 وتُعرف بفاطمة علياء أو فاطمة علياء هانم وهي روائية تركية، كاتبة، وناشطة في مجال حقوق المرأة والإنسانية وهي أول روائية بالأدب التركي والمنطقة الجغرافية الإسلامية.
على الرغم من أن هناك رواية نُشرت في وقت سابق (قبل روايات فاطمة علياء هانم) بواسطة الكاتبة التركية Zafer Hanım في 1877، إلا أن فاطمة علياء هانم تعتبر أول روائية تركية في الأدب التركي والعالم الأسلامي.
نشرت فاطمة علياء توبز خمس روايات وحازت على لقب أول روائية. ونشرت أيضاً رواية حب الوطن في عام 1877.
فاطمة علياء هانم (فاطمة علياء توبُز) (ولدت في 9 أكتوبر 1862 في مدينة إسطنبول وتوفت في 13 يوليو عام 1936 في مدينة إسطنبول) هي أول روائية بالأدب التركي والمنطقة الجغرافية الإسلامية.
نشرت فاطمة علياء توبُز خمس روايات وحازت على لقب أول روائية. ونشرت أيضاً رواية حب الوطن في عام 1877.

## حياتها
ولدت فاطمة علياء توبُز في 9 أكتوبر 1862 في مدينة إسطنبول. وهي ابنة المؤرخ والسياسي أحمد جودت باشا وعدوية هانم  وأخت الكاتبة إيمان سمية المعروفة أدبياً بإيمان وحيد [إنجليزية]  ولم يُمنح لها تعليماً خاصاً. ولكنها طورت نفسها من خلال الاستماع إلى الدروس التي كان يأخدها شقيقها علي سادات بك من مدرسين خصوصين بالمنزل. وتلقت أيضاً دروساً باللغة الفرنسية بسبب اهتمامها بها وتعلمت هذه اللغة على مستوى جيد جداً.
وحينما بلغت فاطمة علياء هانم السابعة عشر من عمرها، تزوجت بفائق بك ابن شقيق غازي عثمان باشا المشهور بدفاع بيلفين في الحرب الروسية العثمانية التي حدثت في عهد عبد الحميد الثاني عامي 1877- 1878. وأنجبت منه أربع بنات (خديجة، عائشة، نعمت وعصمت).
كانت في أول عشرة أعوام من زواجها فاطمة علياء تقرأ الكتب بصورة خفية عن زوجها، وبعد تغير موقف زوجها بدأت في ترجمة الكتب بإذنه، ثم بدأت بعدها حياتها الأدبية سنة 1889 بترجمة رواية إرادة للكاتب الفرنسي جورج أوهني [الفرنسية] (1888) وتسميها «ميرام» وقد نشرت هذه الرواية بتوقيع «بير هانم (امرأة)». فجذبت فاطمة علياء هانم انتباه والدها من خلال نجاحها. حيث أنه أوجز منها إلقاء الدروس وإمكانية إجراء مناقشات فكرية. وقد أشاد الكاتب المشهور أحمد مدحت أفندي بجهود «بير هانم (امرأة)» وذلك في صحيفة ترجمة الحقيقة. واعترف الكاتب بها كإبنته الروحية. وبعد أول ترجمة لها قد استخدمت فاطمة علياء هانم اسم مستعار في ترجماتها وهو «مترجمة ميرام».
في عام 1891 كتبت رواية باسم «الخيال والحقيقة» مع أحمد مدحت أفندي. وكتبت فاطمة علياء هانم الجزء الخاص ببطلة الرواية فيما كتب أحمد مدحت أفندي الجزء الخاص بالبطل. وقد نُشر الكتاب بتوقيع «امرأة وأحمد مدحت». وبعد هذه الرواية كتبا خطابات متناظرة لمدة طويلة وقد نشرت بعدها هذه الخطابات في صحيفة «ترجمة الحقيقة».
وفي 1892 نشرت فاطمة علياء هانم أول رواية لها باسم «محاضرات» باسمها الحقيقي وحاولت في روايتها هذه دحض الاعتقاد بأن النساء لا يمكنهن نسيان حبهن الأول - وكان أول كتاب تنشره امرأة في تاريخ الحكم العثماني - وتحكي في رواية «عازفة العود (Udi)» التي أصدرتها في عام 1899 قصة عازفة عود التقتها فاطمة عندما كانت في حلب وعاشت بها بسبب وظيفتها. وأعربت بلغة واضحة للغاية في هذا الكتاب عن قصة الزواج غير السعيد لبديعة (عازفة العود). ويَعِد رشاد نوري كنتكين رواية «أودي» لفاطمة علياء بأنها من بين الروايات التي تعزز بنية الأدب. وعالجت فاطمة علياء هانم في أعمالها مواضيع مثل زواج المرأة بعينها، والوئام بين الزوجين، ومفهوم الحب والمودة، وأهمية الزواج من خلال التعارف بين الناس.
وتحمل الروايات الأخرى لفاطمة علياء هانم أسماء مثل رفاعة(1898) - أنين(1910) - مسرح الحياة. وتخلق الكاتبة في رواياتها بطلات يسعين إلى التميز، ويجتهدن ويكسبن المال، ولا يحتجن إلى الرجال.
وبجانب أعمالها الأدبية ألّفت فاطمة علياء هانم أعمال تتعلق بقضايا المرأة. وكتبت مقالات تتعلق بقضايا وحقوق المرأة ودافعت عنها في جريدة خاصة بالسيدات. وأوضحت وضع المرأة في الإسلام للنساء الأوروبيات وذلك في كتاب «نساء الإسلام» والذي نُشر في عام 1892 وترجمته أولغا ليبيدفا إلى الفرنسية. وخلقت الكاتبة بطلات أكثر حداثة في رواياتها. ودافعت في هذا الكتاب عن التقاليد القديمة كما في مقالاتها.

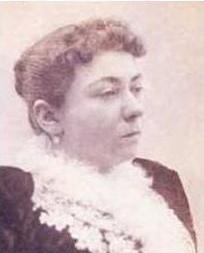
فاطمة علياء توبوز واحدة من النساء الأوائل اللواتي دافعن عن حقوق المرأة

قد زود «مهد الكاتبة العثمانية» الذي كتبه أحمد مدحت أفندي في عام 1893 من صيت كتاب «نشوء المحرر العثماني». ويتألف هذا الكتاب من مقالات أحمد مدحت التي فسرتها فاطمة علياء ويتألف أيضاً من الخطابات التي قالتها مباشرة. وتروي فاطمة علياء في خطاباتها بهجة التعليم الدائم. وتعَد جمعيات الإغاثة هي المسعى الأخر لفاطمة علياء هانم بجانب الأدب. ففي عام 1897 كتبت مقالات بصحيفة ترجمة الحقيقة من أجل مساعدة أسر الجنود المصابين في الحرب العثمانية اليونانية لعام 1897. أسست فاطمة علياء جمعية باسم جمعية الطوارئ للنساء العثمانيات. وتعتبر هذه الجمعية إحدى أول الجمعيات الرسمية في البلاد. كما أن فاطمة أول امرأة تصبح عضو بجمعية الهلال الأحمر التركي.
وأخر عمل لها هو «أحمد جودت باشا وعصره» الذي كتبته عام 1914. وكانت تهدف في هذه الرواية إلى إظهار الحياة السياسية بعد الحكم الملكي الدستوري. وإن تعارضها مع أطروحة التاريخ الرسمي قد أدت إلى استبعادها من عالم الأدب.
تُذكر فاطمة علياء في الصحافة الأوروبية والأمريكية كأول روائية تركية. وقد تُرجمت رواية «نساء الإسلام» إلى العربية والفرنسية كما تُرجمت رواية «أودي» إلى الفرنسية. وإن نقْد الكاتبة الفرنسية «إميل جوليار» الذي كتبته بالجرائد الفرنسية للكتاب المسمى «سيدات الشرق والغرب» قد تسبب في العديد من ردود الأفعال في باريس. وفي 1893 عُرضت أعمالها في فهرس المكتبة العالمية للنساء بمدينة شيكاغو. وعلى الرغم من شهرة فاطمة علياء هانم على نطاق واسع حتى أعوام الملكية الدستورية الثانية إلا أنها قد نُسيت بمرور الوقت.
حصلت فاطمة علياء هانم على لقب «الرمانة».
توفيت فاطمة علياء هانم في 13 يوليو عام 1936 في إسطنبول. ودفُنت في مقبرة فاريكوي.
تعد فاطمة علياء هانم شقيقة أمينة سمية الذي تعد أول امرأة من النساء العثمانيات وأيضاً جدة سونا سيلين الممثلة السينمائية والمسرحية.

## أعمال فنية هامة
- الرواية: رفاعة (1898)، أودي (1899)، إنين (1910)، محاضرات (1892)، الخيال والحقيقة (1892)
- الترجمة: ميرام (1890)
- أعمالها في مجال السيرة الذاتية والتاريخ: أشهر نساء الإسلام (1892)
- حياة الفلاسفة (1900)، دار نشر المكتبة، قونية، مايو عام 2006
- مشاهد من الحياة
- المرأة في الدولة العثمانية: «التسري، وتعدد الزوجات والأزياء»
- تدقيق الأجسام (1901)
- السيرة الذاتية للفلاسفة (1900)
- أحمد جودت باشا وعصره (1913)
- نصر كوسوفو \ هزيمة أنقرة: مرحلة بالغة الأهمية في التاريخ العثماني (1915)
- فاطمة علياء – محمود الأسد. تعدد الزوجات. المحرر: الفردوسي جانباز. دار نشر هاجا 2007
- هناك بحث علمي باسم «نشوء المحررة العثمانية اليهودية» (1893) لأحمد مدحت وفاطمة علياء هانم.

## دراسات حولها
- السيرة الذاتية لفاطمة علياء هانم ورواية أودي: هو بحث أعده حسين كاهيا كأطروحة في عام 2005 في جامعة قوجه إيلي. وبعد أن ذٌكر في هذه الدراسة حياة الفنانة وفنها وأعمالها قد فحُصت رواية أودي وكُتبت مرة أخرى.
- قد جمُعت مناقشات تعدد الزوجات لفاطمة علياء هانم ومحمود أسعد أفندي ونُشرت في عام 2007 باسم تعدد الزوجات.
- كانت «البلد النائية» بحث لرواية السيرة الذاتية التي كتبتها فاطمة كارابييك بارباروسوأوغلو مع فاطمة علياء هانم
- تعد فاطمة علياء هانم البطلة في العمل المسمى «نهاية إسطنبول» لمرادهان مونجان.

### ناشطة في مجال حقوق المرأة
بجانب أعمالها الأدبية، كتبت لمدة ثلاثة عشر عاماً من 1895 إلى عام 1908 أعمدة في جريدة خاصة بالمرأة Hanımlara Mahsus Gazete حول حقوق المرأة دون التخلي عن آرائها المحافظة. وأختها الكبرى Emine Semiye Önasya (1864–1944) هي واحدة من أول السيدات العُثمانيات المناصرات لحقوق المرأة.
وقارنت وضع المرأة في الإسلام بالمرأة الأوروبية في كتاب المرأة في الأسلام Nisvan-ı İslam الذي نُشر في 1892 ، ودافعت في هذا الكتاب عن التقاليد القديمة المحافظة التي تتعارض مع الشخصيات العصرية التي ابتكرتها في رواياتها.وقامت بترجمة هذا الكتاب إلى اللغة الفرنسية بعنوان Les femmes muselmannes وإلى اللغة العربية أيضاً.

## الإنسانية
شاركت أيضا فاطمة علياء هانم في جمعية خيرية بعد الحرب التركية اليونانية وتأسست هذه المنظمة الخيرية في 1897 وتُسمى بجمعية مُعاونة المرأة العثمانية Nisvan-ı Osmaniye İmdat Cemiyeti من أجل دعم عائلات الجنود الذين أُصيبوا في الحرب، وكانت هذه المنظمة إحدى المنظمات النسائية الأولى في الدولة، بالإضافة إلى كتاباتها لمقالات عديدة في هذا الصدد بجريدة مترجم الحقيقة Tercüman Hakikat وقد منحها السلطان عبد الحميد الثاني نيشان الشفقة سنة 1899 تقديراً لجهودها بمساعدة الضحايا.
كما أنها أصبحت العضو الأنثى الأولى لجمعية الهلال الأحمر العُثماني Osmanlı Hilal-i Ahmer Cemiyeti ، علاوة على ذلك عملت لدى اللجنة النسائية العُثمانية للدفاع الوطني Müdafaa-i Milliye Osmanlı Kadınlar Heyeti
والتي تأسست بعد الحرب التركية الإيطالية وحروب البلقان في عام 1910.

## السنوات الأخيرة
أعتنقت ابنتها الصغرى عصمت İsmet الديانة المسيحية في عام 1926، وغادرت تركيا لكي تصبح راهبة كاثوليكية رومانية لذلك سافرت فاطمة علياء هانم 1920 عدة مرات لفرنسا بحثاً عنها وايضاً لأسباب صحيه.
في 1928 فقدت زوجها. واعتمدت اسم كُنية توبوز Topuz بعد قانون شرعية اللقب في تركيا الذي صَدر في الواحد والعشرين من يونيو لعام 1934، وعاشت سنوات عمرها الأخيرة في حالة صحية سيئة وضائقة مالية. تُوفيت فاطمة هانم في إسطنبول في الثالث عشر من يوليو في عام 1936، ودُفنت جثتها في مقبرة Feriköy. وعلى الرغم من شهرة فاطمة علياء هانم المنتشرة حتى أعوام النظام الملكي الدستوري الثاني إلا أنها نُسيت مع مرور الزمن.

## بعد وفاتها

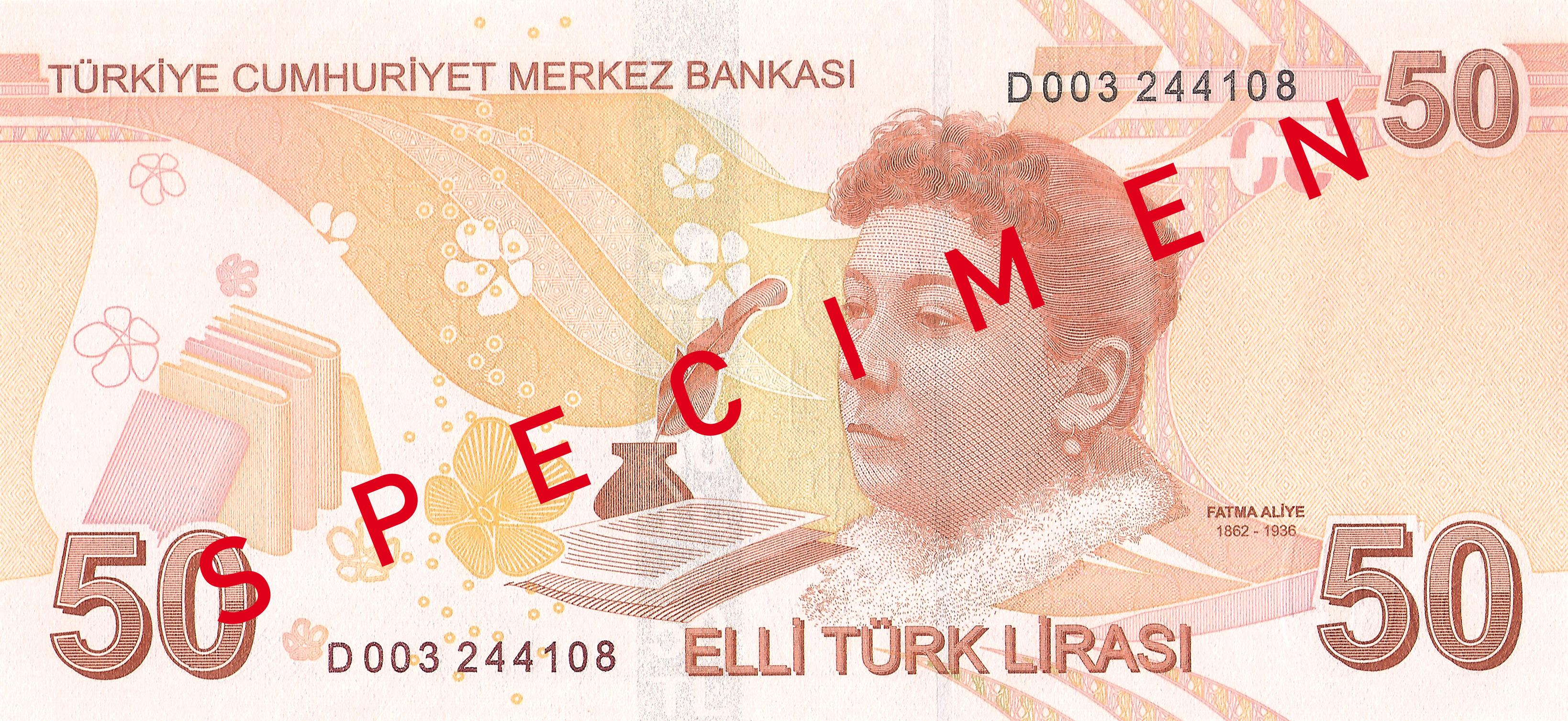
صورة لفاطمة توبوز على ورقة نقدية من فئة 50 ليرة تركية (2009).

- قد سُمي شارع في بايوغلو وجانقري محافظة أنقرة باسم فاطمة علياء هانم
- قد وضُعت صورة فاطمة علياء هانم على خلفية الأوراق النقدية لليرة التركية رقم 50 والتي تتداول في عام 2009.

## أعمالها المهمة

### القصص
- (Muhazarat(1982 («معلومات مفيدة»)
- (Hayal ve Hakikat (1984(«الحلم والحقيقة»)
- (raf'et (1898
- (Udi (1899 («لاعب العود»)
- (Enin (1910 («أنين»)
- Levaih-i Hayaı («مشاهد من الحياة»)

### الترجمات
- مرام (1890) من الفرنسية، Georges Ohnet's novel Volonté 1888

### المقالات
- Namdaran-ı Zenan-ı İslamıyan 1895 («امرأة مسلمة مشهورة»)
- Osmanlıda Kadın: "Cariyelik, Çokeşlilik, Moda" 1895 («امرأة في العصر العثماني»)
- With Mahmud Esad, Taaddüd-i Zevcat («تعدد الزوجات»)
- Nisvan-ı İslam 1896 («النساء في الإسلام»)
- Teracim-i Ahval-ı Felasife 1900) («سيرة الفلاسفة»)
- Tedkik-i Ecsam 1901 («البحث في الأشياء»)
- Ahmed Cevdet Paşa ve Zamanı (1914) («احمد جودت باشا وعصره»)

Kosova Zaferi / Ankara Hezimeti: Tarih-i Osmaninin Bir Devre-i Mühimmesi 1915 («النصر بكوسوفو الهزيمة بأنقرة: عصر مهم بالتاريخ العثماني»)

## حول أعمالها
- رواية أودي Udi وفن حياة فاطمة علياء هانم: هو العمل الذي أُعد كاُطروحة في عام 2005 في جامعة كوجالي Kocaeli بواسطة حُسين قاهيا Hüseyin Kahya ويوجد في هذا العمل حياة الفنان وأعماله الفنية، نُقلت رواية أُودي Udi بعد أن قُدمت للجمهور إلى مقالة جديدة وحُلّلت.
- أُعدّ للنشر في عام 2007 كتاب تعدد الزوجات Çok eşlilik جامعاً المناقشات التي تمت بين فاطمة علياء هانم ومحمود أسعد.
- سردّت الكاتبة Fatma Karabıyık Barbarosoğlu السيرة الذاتية للكاتبة فاطمة علياء هانم في كتاب الدولة البعيدة Uzak ülke ونُشر في عام 2007.
- فاطمة علياء هانم بطلة رواية Son Istanbul للكاتب Murathan Mungan .

## ملحوظات
- http://www.milliyet.com.tr/2002/11/10/sanat/san04.html
- فاطمة علياء هانم، محمود أسعد أفندي، تعدد الزوجات، المحرر: الفردوسي جانباز، دار نشر الهاجا، 2007
- Hande Öğüt, Erkekler arasında tek başına, Radikal Kitap Eki, 12.10.1007